# 하송연
하송연(1979년 3월 12일 ~)는 대한민국의 KBS 기자이다.

## 학력
- 경희대학교 국어국문학 학사
- 고려대학교 국제대학원 국제관계학
- 1999년~2000년 미국 Tulane 대학 연수
- 2012년~2013년 프랑스 소르본 대학 연수

## 경력
- 2003년 6월 : KBS 29기 공채 기자
- 2022년 4월 ~ 2023년 11월: KBS 보도본부 디지털뉴스1부장

## 진행

### 텔레비전
- 2014년 : KBS2 《KBS 글로벌 24》
- 2015년 : KBS2 《KBS 8 아침 뉴스타임 오늘의 결정적 세방》
- 2016년 : KBS2 《KBS 8 아침 뉴스타임 친절한 뉴스》

## 도서
- 2007년 지금 여기의 세계사 (ISBN 9788901064741)